# Сицув
Си́цув (пол. Syców, нім. Groß Wartenberg, Polnisch Wartenberg) — місто в південно-західній Польщі.
Належить до Олесницького повіту Нижньосілезького воєводства.

## Демографія
Демографічна структура станом на 31 березня 2011 року:
|          | Загалом | Допрацездатний вік | Працездатний вік | Постпрацездатний вік |
| -------- | ------- | ------------------ | ---------------- | -------------------- |
| Чоловіки | 5011    | 989                | 3562             | 460                  |
| Жінки    | 5458    | 924                | 3378             | 1156                 |
| Разом    | 10469   | 1913               | 6940             | 1616                 |